# Espen Rian
Espen Rian (* 10. Februar 1981 in Trondheim) ist ein ehemaliger norwegischer Nordischer Kombinierer.

## Werdegang
Espen Rian begann 1987 mit dem Skisport beim Stadsbygd IL. Auf nationaler Ebene debütierte er 2000, ein Jahr später international im B-Weltcup der Nordischen Kombination. Seinen ersten Auftritt im A-Weltcup hatte er am 29. Dezember 2001 in Oberwiesenthal, wo er 22. im Sprint wurde. Die Saison 2001/02 beendete er auf dem 43. Platz der Gesamtwertung. Nachdem er in Saison 2002/03 nicht erfolgreich starten konnte, wechselte er im Januar 2003 erneut in den B-Weltcup. Nach einigen guten Ergebnissen, darunter mehreren Top-20-Platzierungen im Sommer-Grand-Prix, startete er ab der Saison 2003/04 wieder im Weltcup. Beste Platzierung war mit dem Team ein fünfter Platz in Oberstdorf am 14. Februar 2004. 
Nachdem er die Saison 2005/06 erneut im B-Weltcup antrat, gelang ihm 2006 der internationale Durchbruch. So erreichte er im November und Dezember in Kuusamo und Lillehammer Top-10-Platzierungen und im Januar in Lago di Tesero schließlich mit dem Team seinen ersten Podiumsplatz. Daraufhin für die Nordischen Skiweltmeisterschaften 2007 im japanischen Sapporo nominiert, erreichte er auch dort mit der Mannschaft Platz drei und gewann damit die Bronzemedaille. Auch im Weltcup konnte er gute Ergebnisse erreichen und belegte so nach der Saison 2006/07 den 14. Platz in der Weltcup-Gesamtwertung. Es war seine erfolgreichste Saison, an die er jedoch nicht wieder anknüpfen konnte.
Mit 29 Jahren erhielt er vom Verband noch einmal die Nominierung für die Olympischen Winterspiele 2010 in Vancouver. Nach einem 19. Platz nach dem Springen, konnte er nach einer eher schwachen Laufleistung am Ende jedoch nur den 35. Platz im Einzelwettbewerb erreichen. Gemeinsam mit Jan Schmid, Petter Tande und Magnus Moan erreichte er im Teamwettbewerb nach dem siebten Platz im Springen am Ende nach guter Laufleistung den fünften Gesamtrang. Nach den Spielen fand er über den Continentalcup zurück in den Weltcup, erreichte dabei jedoch meist nur mittelmäßige Platzierungen. Die beste Platzierung war ein elfter Platz beim Weltcup in Lillehammer.
Nach der Saison 2010/11 beendete er seine aktive Karriere.

## Erfolge

### Weltcup-Statistik
Die Tabelle zeigt die erreichten Platzierungen im Einzelnen.
- Platz 1.–3.: Anzahl der Podiumsplatzierungen
- Top 10: Anzahl der Platzierungen unter den ersten zehn
- Punkteränge: Anzahl der Platzierungen innerhalb der Punkteränge
- Starts: Anzahl gelaufener Rennen in der jeweiligen Disziplin

| Platzierung                   | Einzel a | Sprint | Massenstart | Team   | Team    | Gesamt |
| Platzierung                   | Einzel a | Sprint | Massenstart | Sprint | Staffel | Gesamt |
| ----------------------------- | -------- | ------ | ----------- | ------ | ------- | ------ |
| 1. Platz                      |          |        |             |        |         |        |
| 2. Platz                      |          |        |             |        |         |        |
| 3. Platz                      |          |        |             |        | 1       | 1      |
| Top 10                        | 2        | 5      |             |        | 4       | 11     |
| Punkteränge                   | 43       | 29     | 3           |        | 4       | 79     |
| Starts                        | 61       | 38     | 9           |        | 4       | 112    |
| Stand: nach Karriereende 2011 |          |        |             |        |         |        |

### Nationale Erfolge
| Norwegische Meisterschaften | Norwegische Meisterschaften | Norwegische Meisterschaften | Norwegische Meisterschaften |
| --------------------------- | --------------------------- | --------------------------- | --------------------------- |
| Bronze                      | 2004 in Bardu               | Silber im Sprint            |                             |
| Bronze                      | 2006 in Kongsberg           | Silber im Sprint            |                             |
| Bronze                      | 2008 in Trondheim           | Silber im Sprint            |                             |